# TOHO animation
TOHO animation (también conocido como TOHO animation planning and Toho distribution) es un estudio de animación japonés fundado en 2012, y propiedad de Tōhō, que es uno de los tres distribuidores cinematográficos más importantes de Japón.

## Historia
En abril de 2012, la división de negocios de imagen de Tōhō lanzó su predecesor junto con el establecimiento de la "oficina de negocios de animación" (División de planificación de vídeo junto al grupo de negocios de animación) dentro de la división de video de la compañía. Keiji Ota sería el director de la división de videos, y Yoshihiro Furusawa, jefe de la división de animación.
En abril de 2013, entra en producción de animación a gran escala en "Majestic Prince of Galactic Equipment" y comienza a utilizarlo como un sello de animación. Al mismo tiempo, establecimos el sello musical "TOHO Animation RECORDS" y trabajaremos en la producción musical en cooperación con la filial musical de Toho.
En abril de 2013, ingresa a la producción de animación a gran escala con "Ginga Kikoutai Majestic Prince", comenzó la producción de animación en la compañía. Al mismo tiempo, se establece la sello discográfico "TOHO animation RECORDS", trabajando en la producción musical en cooperación con la filial de la música de Toho.
Distribuyó activamente el trabajo en películas animadas, pero siendo tratados por separado de la matriz, como las películas de "Doraemon", "Detective Conan" y Studio Ghibli por el departamento de cine de la compañía. En 2016 estreno el largometraje animado "Kimi no Na wa.". Fue la primera película en taquilla que tuvo que ver con TOHO animation. El 15 de octubre el total recaudado en bruto de la película alcanzó los 15.414.488.300 yenes después de 52 días en taquilla, vendiendo un total de 11.842.864 entradas.

## Identificativo
El identificativo y música de entrada de Toho está a cargo de Yoshinori Sunahara, del grupo musical Electric Groove.

## Filmografía

### Anime
| Título                                                              | Año de estreno | Nota                                                                |
| ------------------------------------------------------------------- | -------------- | ------------------------------------------------------------------- |
| Ginga Kikoutai Majestic Prince                                      | 2013           | coproducción con Doga Kobo                                          |
| Fantasista Doll                                                     | 2013           | coproducción con Hoods Entertainment                                |
| Meganebu!                                                           | 2013           | coproducción con Studio Deen                                        |
| Yowamushi Pedal                                                     | 2013           | coproducción con TMS/8PAN                                           |
| Psycho-Pass                                                         | 2013           | coproducción con Production I.G                                     |
| Wake Up, Girls!                                                     | 2014           | Comité de producción; coproducción con Tatsunoko Production y Ordet |
| Mikakunin de Shinkoukei                                             | 2014           | coproducción con Doga Kobo                                          |
| Isshūkan Friends                                                    | 2014           | coproducción con Brain's Base                                       |
| Haikyū!!                                                            | 2014           | coproducción con Production I.G                                     |
| Ao Haru Ride                                                        | 2014           | coproducción con Production I.G                                     |
| Akame ga Kill!                                                      | 2014           | coproducción con White Fox y C-Station                              |
| Yowamushi Pedal Grande Road                                         | 2014           | coproducción con TMS/8PAN                                           |
| Psycho-Pass (Segunda temporada)                                     | 2014           | coproducción con Tatsunoko Production                               |
| Kekkai Sensen                                                       | 2015           | coproducción con Bones                                              |
| Ghost in the Shell: Arise – Alternative Architecture                | 2015           | coproducción con Production I.G                                     |
| Red Dragon                                                          | 2015           | coproducción con Silver Link                                        |
| Monster Musume no Iru Nichijō                                       | 2015           | coproducción con Lerche                                             |
| Himouto! Umaru-chan                                                 | 2015           | coproducción con Doga Kobo                                          |
| Haikyū!! 2                                                          | 2015           | coproducción con Production I.G                                     |
| Hai to Gensou no Grimgar                                            | 2016           | coproducción con A-1 Pictures                                       |
| Kanojo to kanojo no neko                                            | 2016           | coproducción con Liden Films                                        |
| My Hero Academia                                                    | 2016           | coproducción con Bones                                              |
| Sansha San'yō                                                       | 2016           | coproducción con Doga Kobo                                          |
| Orange                                                              | 2016           | coproducción con TMS/8PAN                                           |
| Touken Ranbu - Hanamaru                                             | 2016           | coproducción con Doga Kobo                                          |
| Haikyu!! Karasuno Kōkō VS Shiratorizawa Gakuen Kōkō                 | 2016           | coproducción con Production I.G                                     |
| Monster Hunter Stories Ride On                                      | 2016           | coproducción con David Production                                   |
| Yowamushi Pedal: New Generation                                     | 2017           | coproducción con TMS/8PAN                                           |
| Little Witch Academia                                               | 2017           | coproducción con Trigger                                            |
| My Hero Academia (Segunda temporada)                                | 2017           | coproducción con Bones                                              |
| Sakura Quest                                                        | 2017           | coproducción con P.A. Works                                         |
| Wake Up, Girls! New Chapter                                         | 2017           | coproducción con Millepensee                                        |
| Kekkai Sensen & BEYOND                                              | 2017           | coproducción con Bones                                              |
| Land of the Lustrous                                                | 2017           | coproducción con Orange                                             |
| Himouto! Umaru-chan R                                               | 2017           | coproducción con Doga Kobo                                          |
| Touken Ranbu - Hanamaru                                             | 2018           | coproducción con Doga Kobo                                          |
| Karakai Jōzu no Takagi-san                                          | 2018           | coproducción con Shin-Ei Animation                                  |
| Yowamushi Pedal: Glory Line                                         | 2018           | coproducción con TMS/8PAN                                           |
| My Hero Academia (Tercera temporada)                                | 2018           | coproducción con Bones                                              |
| Uma Musume Pretty Derby                                             | 2018           | coproducción con P.A. Works                                         |
| Fairy Gone                                                          | 2019           | coproducción con P.A. Works                                         |
| Dr. Stone                                                           | 2019           | coproducción con TMS/8PAN                                           |
| Karakai Jōzu no Takagi-san (Segunda temporada)                      | 2019           | coproducción con Shin-Ei Animation                                  |
| Beastars                                                            | 2019           | coproducción con Orange                                             |
| Psycho-Pass (Tercera temporada)                                     | 2019           | coproducción con Tatsunoko Production                               |
| My Hero Academia (Cuarta temporada)                                 | 2019           | coproducción con Bones                                              |
| Azur Lane                                                           | 2019           | coproducción con Bibury Animation Studios                           |
| BNA: Brand New Animal                                               | 2020           | coproducción con TRIGGER                                            |
| Great Pretender                                                     | 2020           | coproducción con Wit Studio                                         |
| Kūtei Dragons                                                       | 2020           | coproducción con Polygon Pictures                                   |
| Haikyū!! To the Top                                                 | 2020           | coproducción con Production I.G                                     |
| Jujutsu Kaisen                                                      | 2020           | coproducción con MAPPA                                              |
| Uma Musume Pretty Derby (Segunda temporada)                         | 2021           | coproducción con Studio Kai                                         |
| Mushoku Tensei (Primera temporada)                                  | 2021           | coproducción con Studio Bind                                        |
| Dr. Stone: Stone Wars                                               | 2021           | coproducción con TMS Entertainment                                  |
| Seven Knights Revolution: Hero Successor                            | 2021           | coproducción con Liden Films y Domerica                             |
| Godzilla Singular Point                                             | 2021           | coproducción con Bones y Orange                                     |
| Karakai Jōzu no Takagi-san (Tercera temporada)                      | 2022           | coproducción con Shin-Ei Animation                                  |
| Spy × Family                                                        | 2022           | coproducción con CloverWorks y Wit Studio                           |
| Yowamushi Pedal: Limit Break                                        | 2022           | coproducción con TMS/8PAN                                           |
| Otonari no Tenshi-sama ni Itsunomanika Dame Ningen ni Sareteita Ken | 2023           | coproducción con Project No.9                                       |
| Trigun Stampede                                                     | 2023           | coproducción con Orange                                             |
| Dr. Stone: New World                                                | 2023           | coproducción con TMS Entertainment                                  |
| Oniichan wa Oshimai!                                                | 2023           | coproducción con Studio Bind                                        |
| Mushoku Tensei (Segunda temporada)                                  | 2023           | coproducción con Studio Bind                                        |
| Kusuriya no Hitorigoto                                              | 2023           | coproducción con OLM                                                |
| Sōsō no Frieren                                                     | 2023           | coproducción con Madhouse                                           |
| Kaiju No. 8                                                         | 2024           | coproducción con Production I.G                                     |

### OVA
| Título                                                           | Año de estreno | Episodios | Nota                                |
| ---------------------------------------------------------------- | -------------- | --------- | ----------------------------------- |
| Saint☆Oniisan                                                    | 2012           | 2         | coproducción con A-1 Pictures       |
| Yowamushi Pedal: Special Ride                                    | 2013           | 1         | coproducción con TMS Entertainment  |
| Wake Up, Girls! Deai no Kiroku: A Brief Recording                | 2013           | 1         | coproducción con Avex Entertainment |
| Haikyuu!!: Lev Genzan!                                           | 2014           | 1         | coproducción con Production I.G     |
| Himouto! Umaru-chan OVA                                          | 2015           | 1         | coproducción con Doga Kobo          |
| Haikyuu!!: vs "Akaten"                                           | 2015           | 1         | coproducción con Production I.G     |
| Kekkai Sensen: Ousama no Restaurant no Ousama                    | 2016           | 1         | coproducción con BONES              |
| Monster Musume no Iru Nichijou: Hobo Mainichi ◯◯! Namappoi Douga | 2016           | 60        | coproducción con Lerche             |
| Boku no Hero Academia: Training of the Dead                      | 2016           | 1         | coproducción con BONES              |
| Teekyuu 6 Specials                                               | 2016           | 2         | coproducción con Millepensee        |
| Himouto! Umaru-chan OVA                                          | 2017           | 1         | coproducción con Doga Kobo          |
| Boku no Hero Academia: Sukue! Kyuujo Kunren!                     | 2017           | 1         | coproducción con BONES              |
| Haikyuu!!: Tokushuu! Haru-kou Volley ni Kaketa Seishun           | 2017           | 1         | coproducción con Production I.G     |

### ONA
| Título                                                        | Año de estreno | Episodios | Nota                                    |
| ------------------------------------------------------------- | -------------- | --------- | --------------------------------------- |
| Wake Up, Girl Zoo!                                            | 2015           | 10        | coproducción con Ordet y Studio Moriken |
| Chiba Pedal: Yowamushi Pedal to Manabu Jitensha Koutsuu Anzen | 2016           | 6         |                                         |
| Wake Up, Girls! no Miyagi PR Yarasete Kudasai!                | 2016           | 1         | Especial; coproducción con Ordet        |

### Películas
| Título                                                                                        | Año de estreno | Nota                                                 |
| --------------------------------------------------------------------------------------------- | -------------- | ---------------------------------------------------- |
| Shiroji no Owa!                                                                               | 2013           |                                                      |
| Eiga Hana Kappa Hana-sake! Pakkaan Chō no Kuni no Daibōken                                    | 2013           |                                                      |
| Saint Young Men                                                                               | 2013           |                                                      |
| El jardín de las palabras                                                                     | 2013           | Participación; distribución del comité de producción |
| Ghost in the Shell: The New Movie                                                             | 2013           |                                                      |
| Wake Up, Girls! Seven Idol                                                                    | 2014           | Comité de Producción; Distribución                   |
| Shimojiro no Owa! Shojiro y Kujira no Uta                                                     | 2014           |                                                      |
| El castillo de Cagliostro                                                                     | 2014           | Distribución solamente                               |
| Inazuma Eleven: Chō Jigen Dream Match                                                         | 2014           | Distribución solamente                               |
| Yowamushi Pedal: Re:RIDE                                                                      | 2014           |                                                      |
| Gundam Reconguista in G                                                                       | 2014           | Versión especial previa; Distribución solamente      |
| Psycho-Pass: La película                                                                      | 2015           | Película NoitaminA                                   |
| Knights of Sidonia Movie                                                                      | 2015           | Distribución solamente                               |
| Shimojiro no Owa! Shimizuro y Okina ni                                                        | 2015           |                                                      |
| Taifū no Noruda                                                                               | 2015           | Película NoitaminA                                   |
| Yose no Aoshigure                                                                             | 2015           |                                                      |
| Yowamushi Pedal Re: ROAD                                                                      | 2015           |                                                      |
| Ghost in the Shell: The New Movie                                                             | 2015           |                                                      |
| Gekijō-ban Haikyu!! Owari to Hajimari                                                         | 2015           |                                                      |
| Yowamushi Pedal: The Movie                                                                    | 2015           |                                                      |
| Wake Up, Girls! Seishun no Kage                                                               | 2015           | Participación; distribución del comité de producción |
| Gekijō-ban Haikyu!! Shōsha to Haisha                                                          | 2015           |                                                      |
| The Empire of Corpses                                                                         | 2015           | Película NoitaminA                                   |
| Little Witch Academia: The Enchanted Parade                                                   | 2015           |                                                      |
| Harmony                                                                                       | 2015           | Película NoitaminA                                   |
| Ajin Part 1: Shōdō                                                                            | 2015           |                                                      |
| Wake Up, Girls! Beyond the Bottom                                                             | 2015           | Participación; distribución del comité de producción |
| Iron Blood Story                                                                              | 2016           | Distribución solamente                               |
| Shijijuro no Ryo! Shojiro y Ehon no kuni                                                      | 2016           |                                                      |
| Ajin Part 2: Shōtotsu                                                                         | 2016           | Distribución solamente                               |
| Kimi no Na wa.                                                                                | 2016           |                                                      |
| Yowamushi Pedal: Spare Bike                                                                   | 2016           |                                                      |
| Ajin Part 3: Shōgeki                                                                          | 2016           |                                                      |
| Gantz:O                                                                                       | 2016           |                                                      |
| Galactic Armored Fleet Majestic Prince: Genetic Awakening                                     | 2016           |                                                      |
| Orange: Future                                                                                | 2016           |                                                      |
| Cyborg 009: Call of Justice                                                                   | 2016           |                                                      |
| Cold Blood Hair                                                                               | 2017           | Distribución solamente                               |
| Genocidal Organ                                                                               | 2017           | Película NoitaminA                                   |
| The Night Is Short, Walk on Girl                                                              | 2017           |                                                      |
| Shimaroji no Owasa! Ozis of Shimajiroji                                                       | 2017           | Película NoitaminA                                   |
| Eiga Kamisama Minarai: Himitsu no Cocotama: Kiseki o Okose ♪ Tepple to Doki Doki Cocotama Kai | 2017           | Comité de Producción; Distribución                   |
| Tamagotchi: Secret Delivery Operation                                                         | 2017           |                                                      |
| Lu Over the Wall                                                                              | 2017           | Película NoitaminA                                   |
| Fireworks, Should We See It from the Side or the Bottom?                                      | 2017           | Planificación                                        |
| Haikyu!! Sainō to Sense                                                                       | 2017           |                                                      |
| Haikyu!! Concept no Tatakai                                                                   | 2017           |                                                      |
| Yowamushi Pedal: Re:GENERATION                                                                | 2017           |                                                      |
| Godzilla: Planet of the Monsters                                                              | 2017           |                                                      |
| Touken Ranbu - Hanamaru - ~ Interlude Memorial Records ~                                      | 2017           |                                                      |

|Karakai jouzu no Takagi-san: La película
|}